# Campylotropis henryi
Campylotropis henryi là một loài thực vật có hoa trong họ Đậu. Loài này được (Schindl.) Schindl. miêu tả khoa học đầu tiên.